# Flieger, grüß mir die Sonne
Flieger, grüß mir die Sonne (Fliegerlied) ist eines der populärsten Lieder von Hans Albers; die bekannteste Coverversion stammt von Extrabreit.

## Entstehung
Das Lied stammt aus dem im Jahr 1932 gedrehten UFA-Film F.P.1 antwortet nicht. Es wird von Hans Albers gesungen, der in dem frühen Science-Fiction-Film einen „Weltpiloten“ spielt. Die Musik stammt von dem Arnold-Schönberg-Schüler Allan Gray, und der Text von Walter Reisch.

## Coverversionen
Das Lied wurde von der deutschen Band Extrabreit erstmals 1980 gecovert. Die B-Seite der Single enthielt den Titel Hurra, hurra, die Schule brennt, der mit getauschter Seite 1982 ebenfalls als Single erschien. 1990 erfolgte ein Remix von Oliver Momm für Metronome (damaliges Label von Extrabreit), der als Maxi-Single (CD) und später auf dem Album Zurück aus der Zukunft veröffentlicht wurde. Blümchen Blau coverten das Lied 1981. Scooter benutzten es bei I’m Your Pusher (2000). Im Jahr 2015 veröffentlichte die österreichische Gruppe Allerseelen ihre Version auf der CD Terra Incognita. Weitere Cover kamen von Eisbrecher im Oktober 2020 auf ihrem Album Schicksalsmelodien, sowie von der slowenischen Band Laibach im Jahr 2022 auf WIR SIND DAS VOLK (Ein Musical aus Deutschland).

## Rezeption
In dem Roman Der Gott jenes Sommers von Ralf Rothmann wird zu dem Lied eine Polonaise getanzt.